# Meeting Areva 2010
Il Meeting Areva 2010 è stata la 12ª edizione dell'annuale meeting di atletica leggera Meeting de Paris ed ha avuto luogo, allo Stade de France di Saint-Denis, dalle ore 18:40 alle 21:50 UTC+2 del 16 luglio 2010. Il meeting è stato anche la nona tappa della IAAF Diamond League 2010.

## Programma
Il meeting ha visto lo svolgimento di 16 specialità, 9 maschili e 7 femminili: di queste, 8 maschili e 7 femminili erano valide per la Diamond League. Oltre a queste, erano inserite in programma serie ulteriori dei 100 m femminili, staffette miste e una prova di 1500 metri per gli atleti in sedia a rotelle.
| # | Orario | Specialità             |
| - | ------ | ---------------------- |
| 1 | 19:30  | Salto con l'asta       |
| 2 | 20:03  | 400 m                  |
| 3 | 20:13  | Staffetta 4×100 m      |
| 4 | 20:23  | 3000 m siepi           |
| 5 | 20:33  | Salto triplo           |
| 6 | 20:38  | 800 m                  |
| 7 | 20:38  | Lancio del giavellotto |
| 8 | 21:08  | 110 m hs               |
| 9 | 21:46  | 100 m                  |

| # | Orario | Specialità       |
| - | ------ | ---------------- |
| 1 | 18:45  | Salto in lungo   |
| 2 | 18:55  | Lancio del disco |
| 3 | 19:00  | Getto del peso   |
| 4 | 20:15  | Salto in alto    |
| 5 | 20:48  | 5000 m           |
| 6 | 21:23  | 200 m            |
| 7 | 21:33  | 1500 m           |

     Specialità valide per la Diamond League

## Risultati
Di seguito i primi tre classificati di ogni specialità.

### Uomini
| Specialità             |                       | Prestazione | 2º classificato     | Prestazione | 3º classificato  | Prestazione |
| 100 m                  | Usain Bolt            | 9.84        | Asafa Powell        | 9.91        | Yohan Blake      | 9.95        |
| 400 m                  | Jeremy Wariner        | 44.49       | Jermaine Gonzales   | 44.63       | Jonathan Borlée  | 44.77       |
| 800 m                  | Abubaker Kaki         | 1'43.50     | Mbulaeni Mulaudzi   | 1'44.11     | Bram Som         | 1'44.58     |
| 110 m hs               | David Oliver          | 12.89       | Ryan Wilson         | 13.12       | Ronnie Ashe      | 13.21       |
| 3000 m siepi           | Brimin Kiprop Kipruto | 8'00.90     | Paul Kipsiele Koech | 8'02.07     | Ezekiel Kemboi   | 8'03.79     |
| Salto triplo           | David Giralt          | 17.49 m     | Alexis Copello      | 17.45 m     | Viktor Kuznjecov | 17.21 m     |
| Salto con l'asta       | Renaud Lavillenie     | 5.91 m      | Derek Miles         | 5.70 m      | Maksym Mazuryk   | 5.70 m      |
| Lancio del giavellotto | Andreas Thorkildsen   | 87.50 m     | Teemu Wirkkala      | 83.77 m     | Tero Pitkämäki   | 83.33 m     |
| Staffetta 4×100 m      | Gran Bretagna         | 38.70       | Italia              | 38.75       | Polonia          | 39.14       |

     Atleti al primo posto nella classifica di specialità.
     Prestazione che stabilisce il nuovo record del meeting.

### Donne
| Specialità       |                  | Prestazione | 2ª classificata       | Prestazione | 3ª classificata    | Prestazione |
| 200 m            | Allyson Felix    | 22.14       | Shalonda Solomon      | 22.55       | Debbie Ferguson    | 22.62       |
| 1500 m           | Anna Al'minova   | 3'57.65     | Christin Wurth-Thomas | 3'59.59     | Hind Dehiba Chahyd | 3'59.76     |
| 5000 m           | Vivian Cheruiyot | 14'27.41    | Sentayehu Ejigu       | 14'28.39    | Elvan Abeylegesse  | 14'31.52    |
| Salto in alto    | Blanka Vlašić    | 2.02 m      | Chaunte Howard-Lowe   | 2.00 m      | Svetlana Školina   | 1.96 m      |
| Salto in lungo   | Brittney Reese   | 6.79 m      | Naide Gomes           | 6.73 m      | Yargelis Savigne   | 6.73 m      |
| Getto del peso   | Nadzeja Astapčuk | 20.78 m     | Valerie Vili          | 20.13 m     | Natallja Michnevič | 19.47 m     |
| Lancio del disco | Yarelis Barrios  | 65.53 m     | Nicoleta Grasu        | 63.78 m     | Sandra Perković    | 63.62 m     |

     Atlete al primo posto nella classifica di specialità.
     Prestazione che stabilisce il nuovo record del meeting.